# أندي لامب
أندي لامب (بالإنجليزية: Andy Lamb)‏ هو شخصية أعمال وسياسي أمريكي، ولد في 7 سبتمبر 1973. حزبياً، نشط في الحزب الجمهوري. وقد انتخب عضو جمعية ولاية ويسكونسن.